# Confórmer

Dos confórmers del ciclohexà. Conformació de cadira a l'esquerra i de barca a la dreta.

Un confórmer, o isòmer conformacional, és un estereoisòmer que presenta isomeria conformacional respecte a un altre. Cada confórmer d'una mateixa espècie química està caracteritzat per tenir un mínim d'energia potencial. Aquests confórmers poden transformar-se uns en els altres per aportació de la suficient energia que permeti superar la barrera d'energia potencial que hi ha entre els mínims d'energia potencial de cadascun. Són exemples de confórmers el ciclohexà {\displaystyle {\ce {C6H12}}} en les conformacions de barca o de cadira i els confórmers generats per la rotació d'un enllaç σ, que també s'anomenen rotàmers.